# Fujary na tropie
Fujary na tropie (tytuł oryg. Cop Out) – amerykański film fabularny (komedia sensacyjna) z 2010 roku, wyreżyserowany przez Kevina Smitha. Pierwszy film, który wyreżyserował Kevin Smith według nie swojego scenariusza.
Film otrzymał negatywne oceny od krytyków. Serwis Rotten Tomatoes przyznał mu wynik 18%.

## Obsada
- Bruce Willis – Jimmy Monroe
- Tracy Morgan – Paul Hodges
- Ana de la Reguera – Gabriela
- Seann William Scott – Dave
- Adam Brody – Barry Mangold
- Kevin Pollak – Hunsaker
- Jason Lee – Roy
- Jim Norton – George
- Michelle Trachtenberg – Ava Monroe